# Al Jabal al Gharbi
El districte d'Al Jabal al Gharbi (àrab: الجبل الغربي, al-Jabal al-Ḡarbī, literalment ‘la Serralada Occidental’) és un dels vint-i-dos districtes de Líbia, al nord-oest del país. Es troba a prop de la frontera amb Tunísia. Va prendre el nom durant l'administració otomana, mentre que els geògrafs occidentals i els amazics l'anomenen Jabal Nefusa.

## Geografia
Entre els seus principals trets físics es destaca la Muntanya Jabal Nafusa, que es troba elevat a uns 980 metres sobre el nivell del mar. La resta del paisatge és similar al de tots els països d'aquesta regió.
Limita amb els següents districtes:
- Sirte a l'est
- Misurata a l'est
- Al Murgub al nord-est
- Al Jfara al nord
- Zauiya al nord
- An Nuqat al Khams al nord-oest
- Nalut a l'oest
- Wadi Al Shatii al sud
- Al Jufrah al sud-est